# Dombrücke

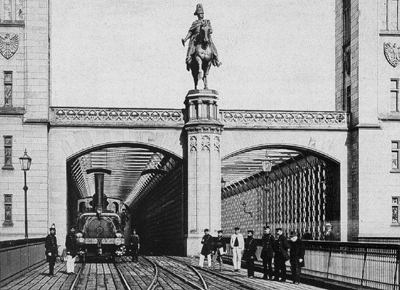
Dombrücke med ett lokomotiv tillhörande Köln-Mindener Eisenbahn-Gesellschaft, omkring 1867

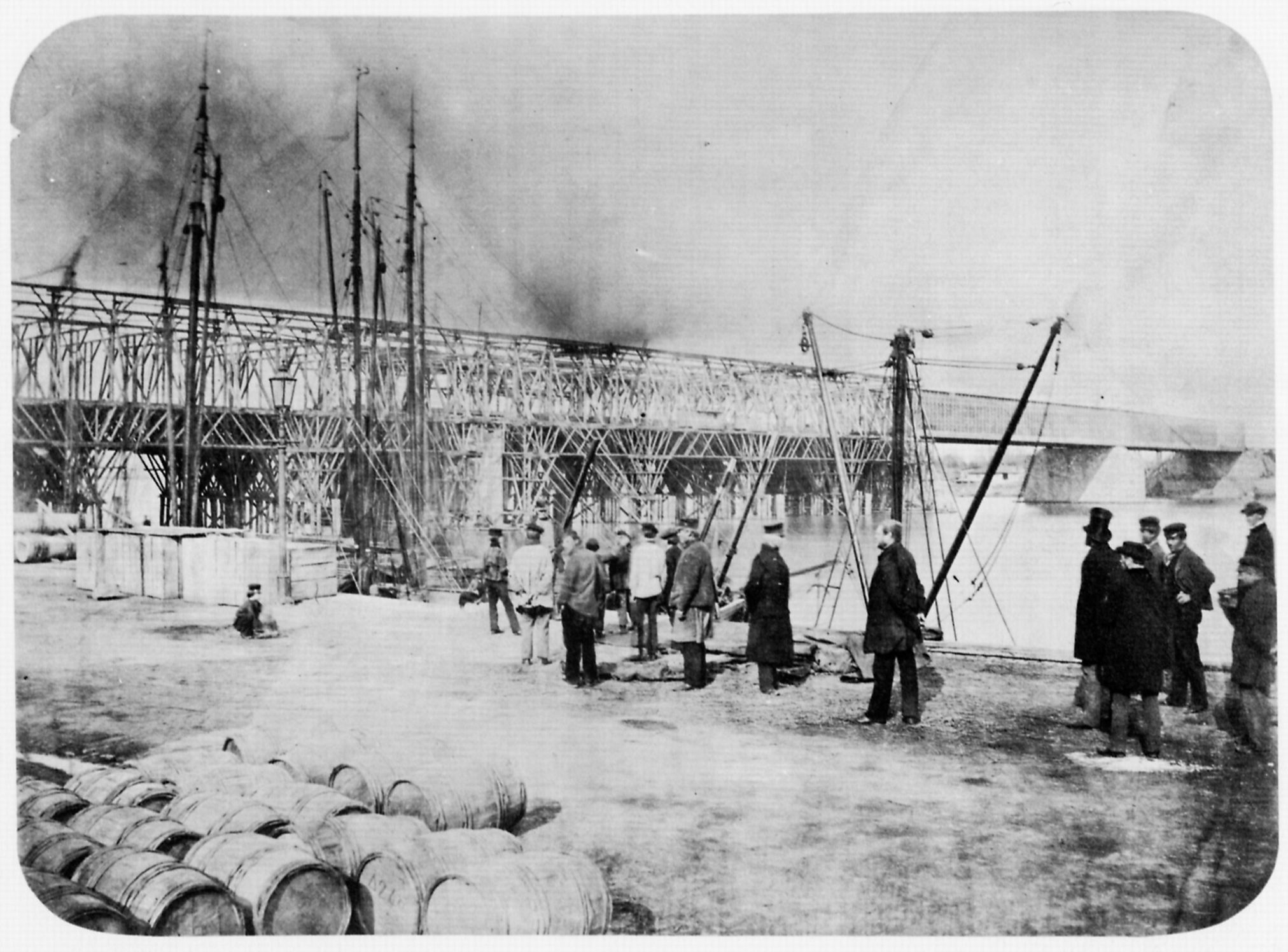
Dombrücke under uppförande, 1859

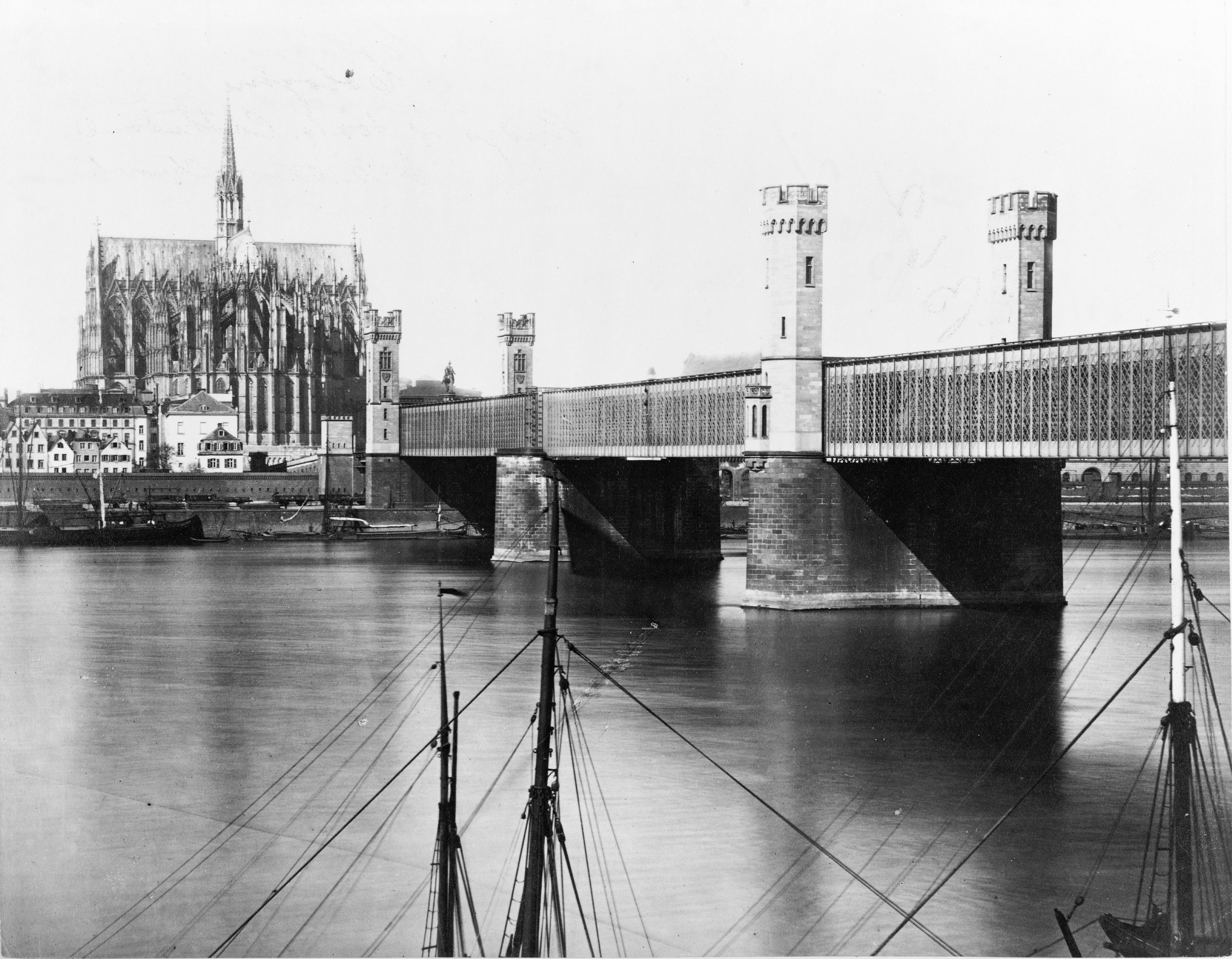
Dombrücke, omkring 1870

Dombrücke var en järnvägs- och vägbro över Rhen i Köln. Dombrücke ägdes av Köln-Mindener Eisenbahn-Gesellschaft och hade sitt namn efter Kölnerdomen, vilken ligger på samma väst-östliga axel. Dombrücke byggdes samtidigt med den ursprungliga centralstationen i Köln och ett nybyggt järnvägsspår på marknivå genom norra delen av gamla stan i Kölns innerstad. När Dombrücke på 1890-talet inte längre kunde klara den ökade järnvägstrafiken, ersattes den 1911 av Hohenzollernbrücke.  
Dombrücke var den andra järnvägsbron som byggdes över Rhen, efter den markant kortare Waldshut–Koblenzrhenbron som hade spann upp till 52 meter och invigdes i augusti 1859. 

## Historik
De preussiska myndigheterna pressade på för en bro, på grund av den ökade vägtrafiken mellan Köln och den östra Rhenstranden. Före Dombrückes tillkomst transporterades gods och passagerare över floden på färjor eller över en pontonbro. Kölns stadsstyre skickade en begäran till Fredrik Vilhelm IV 1847, som genom Ministeriet för handel och allmänna arbeten utnämnde den preussiske chefsingenjören Carl Lentze (1801–1883) att konstruera bron. Dombrücke byggdes som en gitterbalkbro av smidesjärn. Den hade spann upp till 103,2 meters längd och var 16,7 meter bred. Brons järngitter konstruerades av ingenjören Hermann Lohse (1815–1893) och var utformat som ett intrikat nätverk av diagonala stänger både på insidan och på utsidan av bron.  Arkitekt var Heinrich Strack.
Schaktningarna påbörjades den 6 juni 1855 och den första grundstenen lades av kung Fredrik Vilhelm IV fyra månader senare, den 3 oktober. Först efter det att byggandet hade börjat ändrades planerna, så att dubbla järnvägsspår på den norra sidan av bron inkluderades. Den preussiska staten hade sedan tidigt 1850-tal lagt tonvikten på att bygga järnvägar i statlig regi. Detta gav tillfälle för Köln-Mindener Eisenbahn-Gesellschaft att få bron samfinansierad. Bolaget kunde med bron förlänga linjen Deutz–Giessen till Kölns centrum och slå samman de båda järnvägarna på ömse sidor av Rhen. 
På begäran av Preussens armé, vilken hade att godkänna varje brokonstruktion, fanns det också en svängbro inbyggd på den västra sidan som kunde användas om det blev krig. Utformningen inspirerades av järnvägsbroar som hade byggts över Vistula och Tczew samt över Nogat vid Malbork, vilka hade färdigställts 1857 som delar av Preussiska östbanan. Samma chefsingenjör för de broarna, Hermann Lohse, ledde också konstruktionsarbetet för Dombrücke.
Dombrücke invigdes den 3 oktober 1859, exakt fyra år efter det att byggnadsarbetet officiellt hade påbörjats.

## Rivning
Bron klarade inte den ökade trafik som genererades av den 1894 färdigställda nya Köln Hauptbahnhof. Efter det att byggnadsarbeten hade påbörjats av den nya Hohenzollernbrücke 1907, revs Dombrücke i etapper 1908–1910. Hohenzollernbrücke färdigställdes 1911.